# Buzançais
Buzançais (pronuncia: /byzɑ̃sɛ/) è un comune francese di 4 557 abitanti situato nel dipartimento dell'Indre nella regione del Centro-Valle della Loira.

## Società

### Evoluzione demografica
Abitanti censiti

## Amministrazione

### Gemellaggi
- Merate, dal 1998
- Eboli, dal 1969